# باشگاه فوتبال کالومپتون رنجرز
باشگاه فوتبال کالومپتون رنجرز (به انگلیسی: Cullompton Rangers Football Club) یک باشگاه فوتبال در شهر کالمپتون، کشور انگلستان است که در سال ۱۹۴۵ میلادی تأسیس شده‌است.